# Matheus França
Matheus França de Oliveira (* 1. dubna 2004) je brazilský fotbalista, který hraje jako záložník nebo útočník za anglický klub Crystal Palace.

## Reprezentační kariéra
França hrál za Brazílii v kategorii do 16 let, odehrál šest zápasů.
França odehrál tři zápasy za brazilskou reprezentaci do 20 let. Byl povolán na kontinentální mistrovství U20 2023, ale Flamengo požádalo o jeho uvolnění z národního týmu, aby mohl hrát na mistrovství světa klubů.

## Úspěchy

### Flamengo
- Copa Libertadores: 2022
- Copa do Brasil: 2022

### Crystal Palace
- FA Cup: 2024/25